# Triacanthella enderbyensis
Triacanthella enderbyensis är en urinsektsart som beskrevs av John Tenison Salmon 1949. Triacanthella enderbyensis ingår i släktet Triacanthella och familjen Hypogastruridae. Inga underarter finns listade i Catalogue of Life.